# Cinte Tesino
Cinte Tesino település Olaszországban, Trento megyében. Lakosainak száma 368 fő (2023. január 1.). Cinte Tesino Castello Tesino, Grigno, Lamon, Ospedaletto, Pieve Tesino, Scurelle és Canal San Bovo községekkel határos.

## Népesség
A település népességének változása:
| Lakosok száma | 356  | 354  | 368  |
|               | 2017 | 2018 | 2023 |